# L'Œil du diable (film)
Pour les articles homonymes, voir L'Œil du diable.
Pour plus de détails, voir Fiche technique et Distribution.
L'Œil du diable (titre original : Djävulens öga) est un film suédois réalisé par Ingmar Bergman, sorti en 1960.

## Synopsis
En Enfer, le Diable réveille Don Juan pour aller, à la surface terrestre, séduire une belle Scandinave de vingt ans encore vierge, affront de vertu qu'il ne souffre pas.

## Fiche technique
- Titre : L'Œil du diable
- Titre original : Djävulens öga
- Réalisation : Ingmar Bergman
- Scénario : Ingmar Bergman, d'après la pièce de théâtre radiophonique d'Oluf Bang
- Production : Allan Ekelund
- Musique : Erik Nordgren d'après Domenico Scarlatti (Sonates K. 380 et 535).
- Photographie : Gunnar Fischer
- Montage : Oscar Rosander
- Décors : P.A. Lundgren
- Costumes : Mago
- Format : Noir et blanc - Mono
- Genre : Comédie dramatique
- Durée : 87 minutes
- Date de sortie : 1960

## Distribution
- Jarl Kulle : Don Juan
- Bibi Andersson : Britt-Marie
- Stig Järrel : Satan
- Nils Poppe : Le pasteur
- Gertrud Fridh : Renata
- Sture Lagerwall : Pablo
- Georg Funkquist : Comte Armand de La Rochefoucauld
- Gunnar Sjöberg : Marquis Giuseppe Maria de Macopanza
- Gunnar Björnstrand : Le narrateur
- Allan Edwall : Un démon
- Kristina Adolphson : La femme voilée